# Malês (filme)
Malês é um filme de drama brasileiro de 2025, dirigido por Antônio Pitanga com roteiro de Manuela Dias. Produzido pela Obá Cacauê Produções, o filme tem previsão para ser lançado em 10 de abril de 2025 nos cinemas.
Estrelado por Rocco Pitanga, Antônio Pitanga, Camila Pitanga e Samira Carvalho, o filme que teve sua première nacional no  Festival do Rio 2024, destaca a importância da união entre diferentes povos, tribos e religiões para o sucesso da revolta e o fim da escravidão. Ambientada na vibrante Salvador de 1835, a trama acompanha a trajetória de dois jovens muçulmanos, arrancados de sua terra natal na África e escravizados no Brasil logo após seu casamento. Separados pelo destino cruel, ambos lutam para sobreviver e se reencontrar.

## Sinopse
Dois jovens muçulmanos, que estão prestes a se casar, são abruptamente sequestrados de sua terra natal na África e trazidos para o Brasil como escravizados. Separados pelo destino, ambos enfrentam os horrores da escravidão e lutam para sobreviver. Em meio a essa luta, se envolvem na Revolta dos Malês, a maior insurreição de escravizados da história do Brasil, buscando reencontrar-se e reafirmar suas identidades e liberdade.

## Elenco
- Rocco Pitanga como Dassalu
- Antônio Pitanga como Pacífico Licutan
- Camila Pitanga como Sabina
- Samira Carvalho como Abayome
- Rodrigo de Odé como Ahuna
- Bukassa Kabengele como Manuel Calafate
- Wilson Rabelo como Dandará
- Indira Nascimento como Edum
- Edvana Carvalho como Iyá Nassô
- Patricia Pillar como Mamãe
- Heraldo de Deus como Vitório Sule
- Jhonas Araújo como Nomonim
- Thiago Justino como Luís Sanim
- Nando Cunha como Belchior